# 아벨로스

아벨로스 (색칠된 부분)

기하학에서 아벨로스(고대 그리스어: ἡ ἄρβηλος)는 길이가 1인 선분 위에 중심이 있으며 서로 접하는 반원의 호로 둘러싸인 부분이다. 그리스어로 '구두장이의 칼'이라는 뜻이다. 구두장이의 칼을 닮아 아벨로스라고 불린다.

## 둘레의 길이
오른쪽 그림에서 아르벨로스의 둘레의 길이는 세 반원의 호의 길이의 합과 같다.
{\displaystyle l={\frac {1}{2}}\cdot 2\pi \cdot {\frac {1}{2}}+{\frac {1}{2}}\cdot 2\pi \cdot {\frac {r}{2}}+{\frac {1}{2}}\cdot 2\pi \cdot {\frac {1-r}{2}}=\pi }
이는 선분 BC를 지름으로 하는 원의 둘레의 길이와 같다.

## 넓이
오른쪽 그림에서 아르벨로스의 넓이는 큰 반원에서 작은 두 반원의 넓이를 뺀 것과 같다.
{\displaystyle S={\frac {1}{2}}\pi \left({\frac {1}{2}}\right)^{2}-{\frac {1}{2}}\pi \left({\frac {r}{2}}\right)^{2}-{\frac {1}{2}}\pi \left({\frac {1-r}{2}}\right)^{2}={\frac {\pi }{4}}r(1-r)=\pi \left({\frac {\sqrt {r(1-r)}}{2}}\right)^{2}}
이는 선분 AH를 지름으로 하는 원의 넓이와 같다.

## 같이 보기
- 달꼴 (기하학)